# Jacques Chazot
Jacques Chazot (n. 25 de septiembre de 1928 en Locmiquélic, Morbihan – m. 12 de julio de 1993 en Monthyon, Sena y Marne) fue un bailarín, escritor, actor y miembro de la alta sociedad francesa francesa.

## Biografía
Nacido en Locmiquélic, Francia, ingresó en la escuela de ballet de la Ópera de París en 1947. En 1956 se unió al Teatro Nacional de la Opéra-Comique. Ese mismo año publicó Les Carnets de Marie-Chantal, creando el arquetipo de la aristocracia esnob.
Jacques Chazot, muy presente en el círculo mundano parisino, fue amigo íntimo de Françoise Sagan, Juliette Gréco, Régine, Coco Chanel, Annabel Buffet y Hasán II de Marruecos. En el ámbito personal, fue una de las pocas personas del ámbito televisivo de la época en no negar su homosexualidad. Además, adoptó una actitud provocadora y reivindicativa, hablando de Thierry Le Luron como « el bebé que nunca tuve ». 
Se hizo conocido bailando en muchos programas de televisión de los años 70 y 80, participando en numerosas emisiones del programa Les Grosses Têtes.
Enfermo a causa de un cáncer de boca, Chazot vivió sus últimos años en un castillo propiedad del cineasta Jean-Claude Brialy situado en Monthyon, a las afueras de París. Falleció y fue enterrado en esa población en 1993. Pierre Bergé remitió al Museo de la vida romántica una colección significativa de obras y recuerdos diversos que él había coleccionado y que estaban relacionados con el romanticismo (George Sand, María Malibrán, Rachel Félix, etc.)

## Exposición - Homenaje
- Jacques Chazot : Souvenirs d'un parisien, Museo de la vida romántica, Hôtel Scheffer-Renan, París, 1995